# Dichotomius inachus
Dichotomius inachus là một loài bọ cánh cứng trong họ Bọ hung (Scarabaeidae).